# National Center for Supercomputing Applications

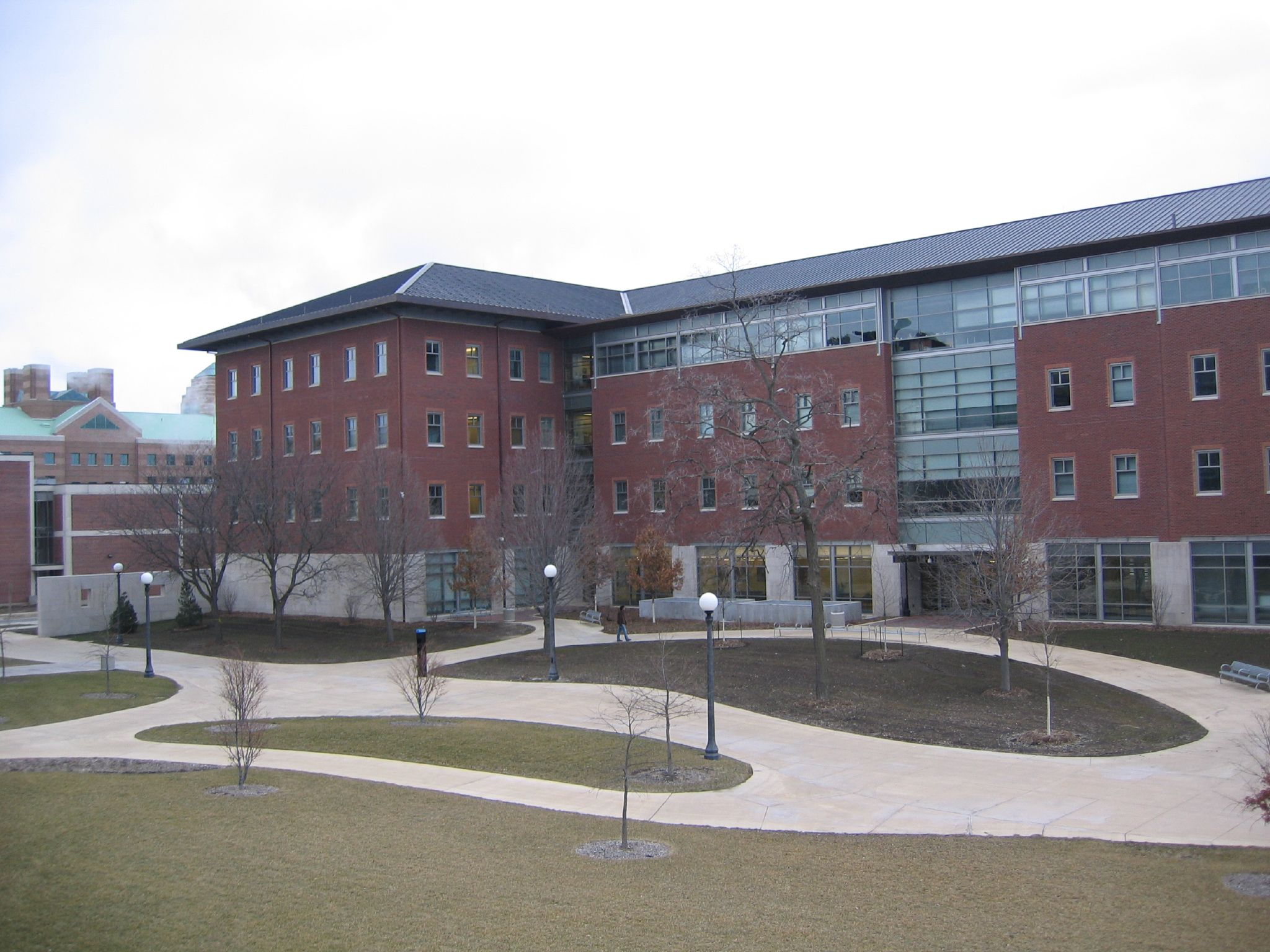
Instalaciones del NCSA, 1205 W. Clark St., Urbana, IL 61801. Foto:Ragib Hasan.

NCSA es la sigla del National Center for Supercomputing Applications (Centro Nacional de Aplicaciones de Supercomputación).
Es un organismo de Estados Unidos relacionado con la investigación en el campo de la Informática y las Telecomunicaciones.
Desempeñó un papel muy importante en el desarrollo del World Wide Web, sobre todo por la creación del navegador Mosaic.